# 杰西·格林斯坦
杰西·伦纳德·格林斯坦（英語：Jesse Leonard Greenstein，1909年10月15日—2002年10月21日），美国天文学家。 他的父亲是莫里斯·格林斯坦，母亲是Leah Feingold。

## 生平
格林斯坦于16岁进入哈佛大学学习。1937年，他获得了哈佛大学博士学位，导师是唐纳德·门泽尔。在离开哈佛大学之前，格林斯坦参与了一个项目，他与弗雷德·劳伦斯·惠普尔解释了卡尔·央斯基于银河系中心发现的射电信号，并提出一个可能的源。他在叶凯士天文台开始了职业生涯，指导者是奥托·斯特鲁维。后来，他加入了加州理工学院。

## 奖项和荣誉
奖项
- 美国天文学会亨利·诺利斯·罗素讲座 (1970年)
- 太平洋天文学会布鲁斯奖章 (1971年)
- 英国皇家天文学会金质奖章 (1975年)

以他的名字命名的事物
- 小行星 4612格林斯坦